# Winsen (Aller)
Winsen (Aller) ist eine Gemeinde im Landkreis Celle in Niedersachsen. Die Gemeinde hat 12.711 Einwohner und liegt am Südrand der Lüneburger Heide, am Ufer der Aller, etwas westlich vom Zufluss der Örtze.

## Geographie
Die Gemeinde besteht aus den Ortschaften Winsen, Bannetze, Meißendorf, Stedden, Südwinsen, Thören, Walle und Wolthausen.

## Geschichte
Der Name der Gemeinde rührt von Wynhausen (Wyn, „Weideland“). Die Winser Kirche ist Johannes dem Täufer geweiht. Da alle Orte mit nach diesem Schutzpatron benannten Kirchen in der Zeit um 800 entstanden sind, vermutet man auch Winsens Entstehung in dieser Zeit. Als 1903–1905 die Bahnstrecke Allertalbahn gebaut wurde, erhielt Winsen mit einem Bahnhof in Südwinsen Bahnanschluss, doch wurde die Strecke 1966 für den Personenverkehr und 1985 auch für den Güterverkehr stillgelegt.
Heute ist Winsen ein beliebtes Naherholungs- und Feriengebiet, in den Jahren 1975 bis 2010 war Winsen ein staatlich anerkannter Luftkurort.

### Eingemeindungen
Am 1. Februar 1971 wurden die Gemeinden Bannetze, Meißendorf, Stedden, Südwinsen, Thören, Walle und Wolthausen eingegliedert.

## Politik

### Rat
Der Rat der Gemeinde Winsen (Aller) setzt sich aus 30 Ratsfrauen und Ratsherren zusammen. Dies ist die gemäß § 46 NKomVG festgelegte Anzahl für eine Gemeinde mit einer Einwohnerzahl zwischen 12.001 und 15.000. Die Ratsmitglieder werden durch eine Kommunalwahl für jeweils fünf Jahre gewählt. Stimmberechtigt im Rat ist außerdem der hauptamtliche Bürgermeister.
Bei der letzten Kommunalwahl 2021 ergab sich folgende Sitzverteilung:
| Rat 2021Insgesamt 30 Sitze - SPD: 8 - Grüne: 3 - UWG: 1 - FWFW: 2 - FDP: 2 - CDU: 7 - CDW: 4 - AfD: 3 |

Die letzten Kommunalwahlen ergaben die folgenden Ergebnisse:
| Kommunalwahl | SPD         | CDU         | CDW 2      | Grüne      | AfD        | FWFW 3    | FDP        | UWG        | Linke     | SPB 1     | Constabel | Gesamt   |
| ------------ | ----------- | ----------- | ---------- | ---------- | ---------- | --------- | ---------- | ---------- | --------- | --------- | --------- | -------- |
| 2021         | 8 (27,3 %)  | 7 (25,1 %)  | 4 (12,5 %) | 3 (11,0 %) | 3 (8,6 %)  | 2 (7,0 %) | 2 (5,8 %)  | 1 (2,6 %)  | n. a.     | n. a.     | n. a.     | 30 Sitze |
| 2016         | 9 (30,2 %)  | 9 (29,9 %)  | 3 (11,4 %) | 2 (8,0 %)  | 4 (12,1 %) | n. a.     | 1 (2,9 %)  | 2 (5,5 %)  | n. a.     | n. a.     | n. a.     | 30 Sitze |
| 2011         | 9 (30,4 %)  | 11 (35,9 %) | n. a.      | 3 (11,4 %) | n. a.      | n. a.     | n. a.      | 6 (20,6 %) | 1 (1,6 %) | n. a.     | n. a.     | 30 Sitze |
| 2006         | 10 (32,9 %) | 13 (43,2 %) | n. a.      | 2 (7,6 %)  | n. a.      | n. a.     | 3 (10,0 %) | n. a.      | n. a.     | 2 (5,0 %) | 0 (1,3 %) | 30 Sitze |

### Bürgermeister
Hauptamtlicher Bürgermeister der Gemeinde Winsen (Aller) ist seit 2011 Dirk Oelmann (SPD). Bei der Stichwahl zur Bürgermeisterwahl am 27. Februar 2011 setzte er sich mit 50,7 % der Stimmen gegen seinen Mitbewerber Albrecht Hoppenstedt durch. Bei der Bürgermeisterwahl am 21. Oktober 2018 wurde er mit 56,5 % der Stimmen in seinem Amt bestätigt, dabei gewann er die Wahl gegen Florian Hemme (CDU, 43,5 %). Er beginnt 2019 seine zweite Amtszeit, die bis 2026 läuft.

### Wappen
Das Wappen der Gemeinde zeigt das Stechinelli-Tor, ein Baudenkmal der Gemeinde, in das zwischen beiden Torpfosten das Wappen Lüneburgs, goldenes Schild mit roten Herzen, darauf ein blauer Löwe, eingelassen ist.

## Religion

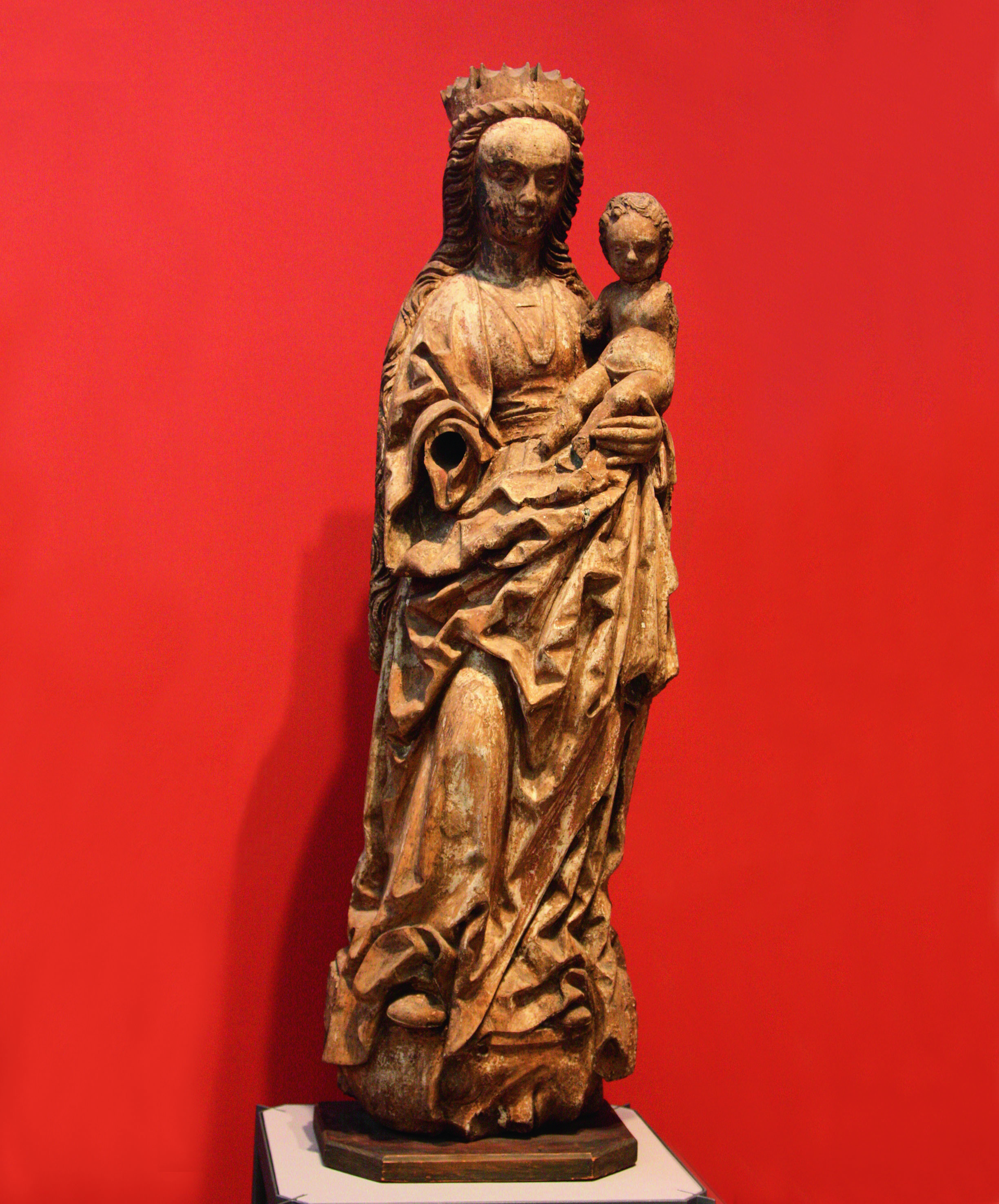
Winser Madonna von 1490

Die Entstehungszeit der heute evangelisch-lutherischen Kirche St. Johannes der Täufer wird wie die des Ortes Winsen in der Missionierungszeit des Sachsenlandes im 9. Jahrhundert vermutet. Ihr wurde im 14. Jahrhundert ein gotisches Langhaus gebaut, das 1597 im Norden erweitert wurde. Im Jahr 1822 begann ein umfangreicher Erweiterungsbau, der letztlich ein Neubau war. Bis um 1600 befand sich die Winser Madonna in der Kirche.
Die evangelisch-lutherischen Kirchengemeinde Winsen ist Teil des Kirchenkreises Celle im Sprengel Lüneburg der Evangelisch-lutherischen Landeskirche Hannovers.
Die römisch-katholischen Christen, die in Winsen wohnen, sind als Teil der deutschen Kirche Mitglied im Bistum Hildesheim. 1971 wurde in der Stechinellistraße die katholische Heilig Kreuz-Kirche errichtet, sie gehört heute zur Pfarrgemeinde in Hambühren.

## Kultur und Sehenswürdigkeiten

Ansichtskarte des nach Otto Rheinhold benannten „Rheinhold's Heidhof“, um 1910

- Das Natur- und Vogelschutzgebiet Meißendorfer Teiche ist mit 815 Hektar Gesamtfläche und 350 Hektar Wasserfläche die größte Wasserlandschaft der Lüneburger Heide.
- Der Museumshof Winsen zeigt eine bäuerliche Hofanlage der Südheide mit Gebäuden aus dem 17.–19. Jahrhundert und „Dat groode Hus“, einem Bauernhaus von 1795, heute dem Kulturzentrum der Gemeinde.
- Der früheste nachweisbare Winser Müller wird 1589 verzeichnet. Die heutige Winser Bockwindmühle wurde 1732 neu gebaut und bis zur Stilllegung 1929 betrieben. Sie ging 1938 in den Besitz der Gemeinde über.
- Das Junkerntor ist eines der ältesten noch erhaltenen Baudenkmäler in Winsen. Es erlaubte früher den Zugang zum Rittergut. Von 1691 bis 1729 war die Familie Stechinelli mit dem Gut belehnt, deshalb wird es auch Stechinelli-Tor genannt, deren Familien-Wappen sich auf der linken Torsäule befindet. Das Tor selbst wiederum findet sich im Wappen der Gemeinde Winsen wieder.
- Die Prinzensteine liegen an einem Weg zwischen Winsen und Oldau und erinnern an eine Entscheidungsschlacht am 28. Mai 1388 im Lüneburger Erbfolgekrieg. Der Sage nach verletzten sich an dieser Stelle zwei Prinzen tödlich, bevor sie sich als Brüder erkannten.
- Das heutige Rathaus wurde 1727 als Amtshaus zunächst errichtet, musste wegen ungenügend gesicherten Untergrundes jedoch wieder abgerissen werden. Es wurde danach im Barockstil neu gebaut. Am 4. Mai 1972 wurde das zwischenzeitlich von einer Gastwirtsfamilie genutzte ehemalige Amtshaus seiner neuen Verwendung als Rathaus übergeben.
- Das Hotel zur Post wurde 1648 in Winsen erbaut und diente früher als Relais-Station für Postkutschen. Ende 2013 wurde das Hotel trotz erheblicher Bürgerproteste (wegen Veränderung des Ortsbildes) abgerissen, um für den Neubau der örtlichen Sparkasse ab 2014 Platz zu schaffen.
- Seit 2012 werden jedes Jahr am letzten vollen Wochenende im Mai auf den Allerwiesen die Deutschen Meisterschaften der Ritterschaften ausgetragen.[10] Die Austragung erfolgte bis dahin in Hermannsburg.[11]
- Der Fallschirmsportverein Hannover e. V. betreibt einen Sprungplatz an der K63 zwischen Winsen und Meißendorf.[12]
- Einmal jährlich werden im Zuge der Südwinser Hand- und Spanndienste Erhaltungs- und Ausbesserungsarbeiten in der Gemeinde durchgeführt.[13][14]
- An die 1966 für den Personenverkehr und 1985 auch für den Güterverkehr stillgelegte Allertalbahn, die 1903 eingeweiht worden war, erinnern eine Informationstafel sowie ein Stück der Gleise mit Prellbock am früheren Bahnübergang Oldauer Straße in Südwinsen. Das ehemalige Bahnhofsgebäude ist am südlichen Ende der Bahnhofstraße erhalten und dient heute Wohn- und Gewerbezwecken.

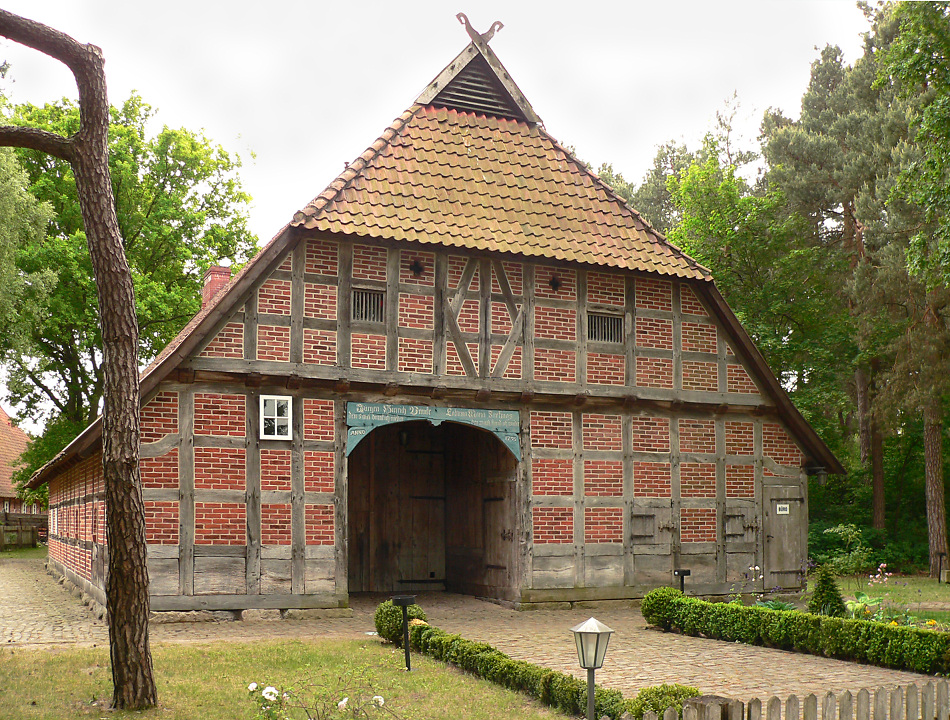
Fachhallenhaus Dat groode Hus im Museumshof Winsen
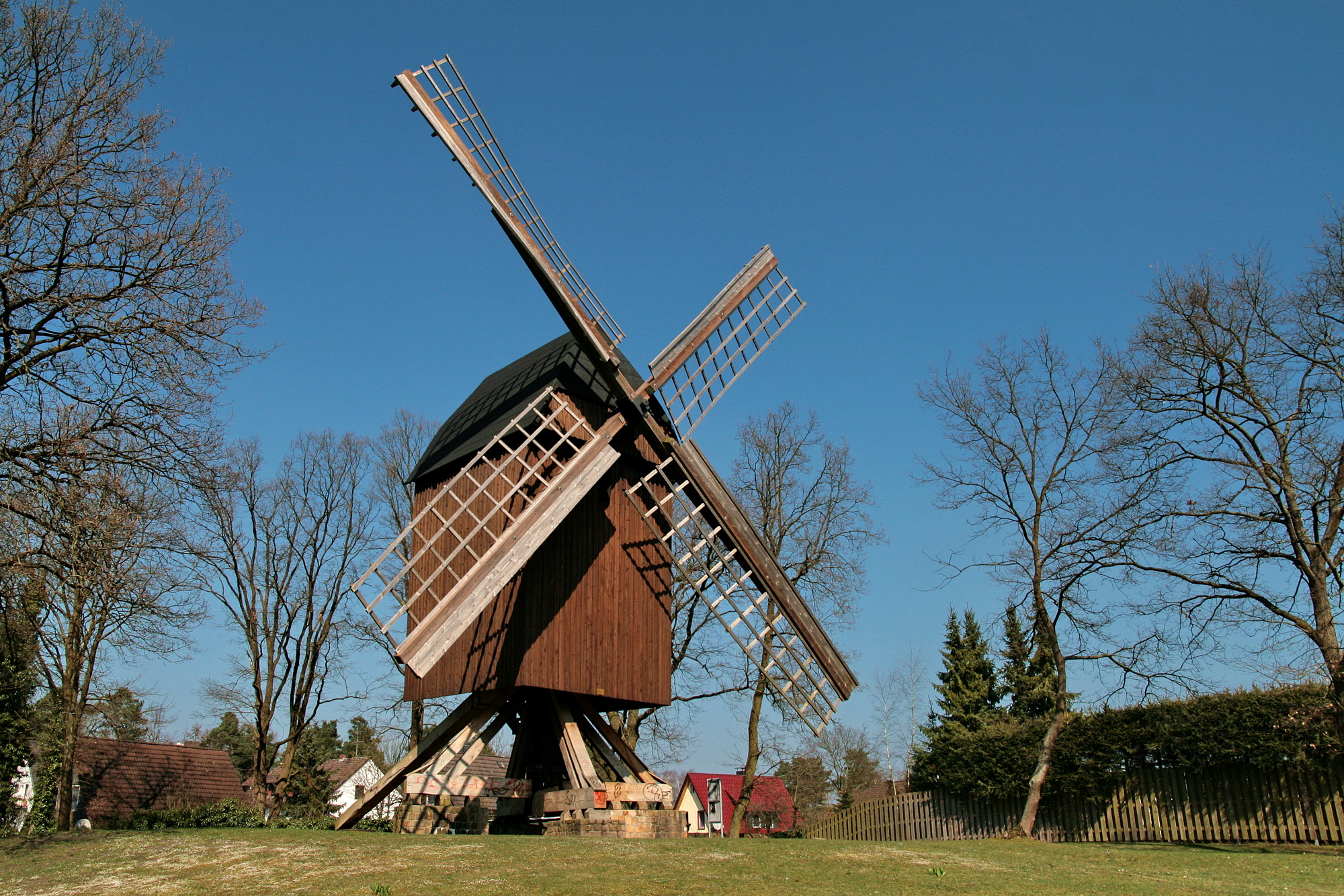
Winser Bockwindmühle
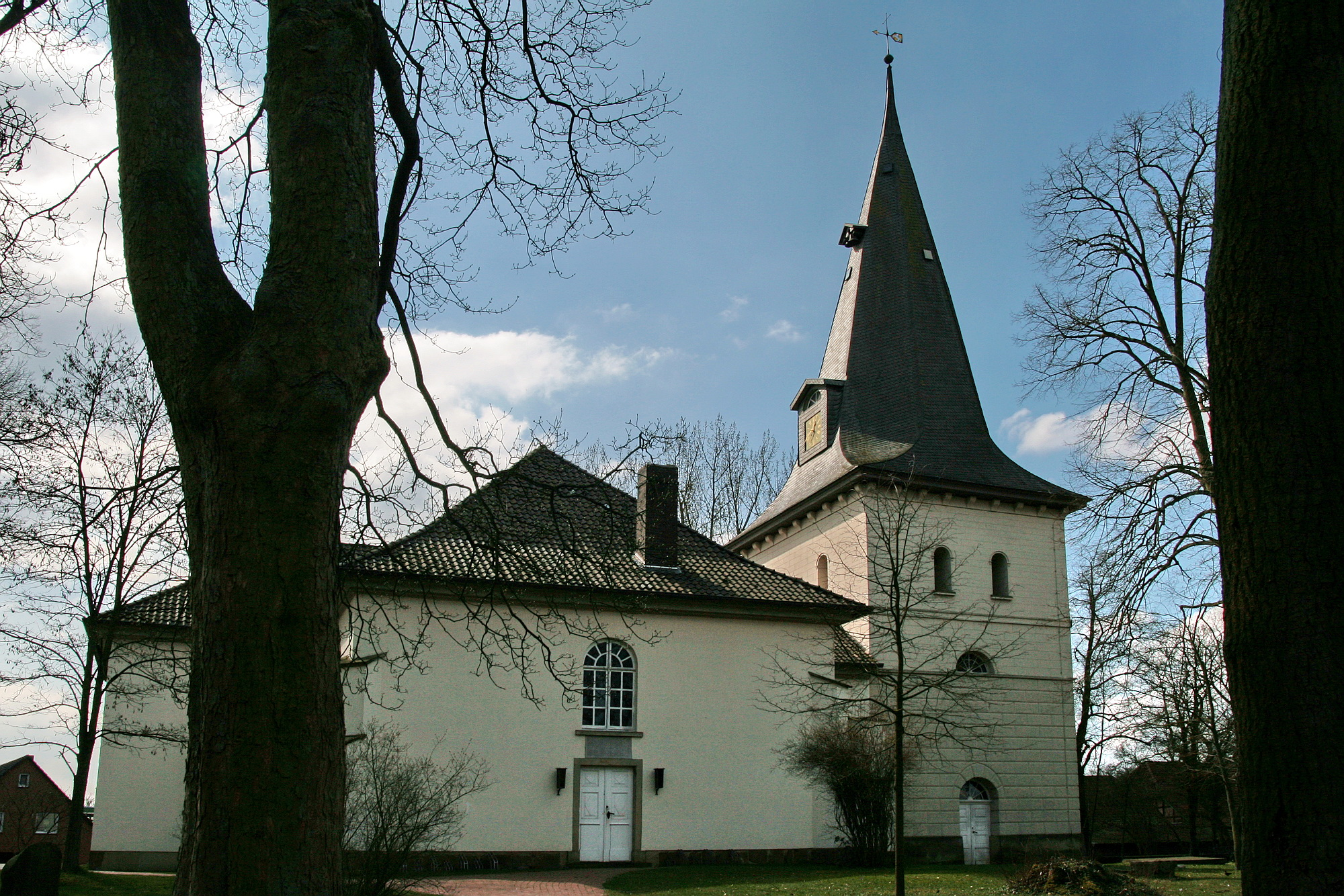
St.-Johannes-der-Täufer-Kirche
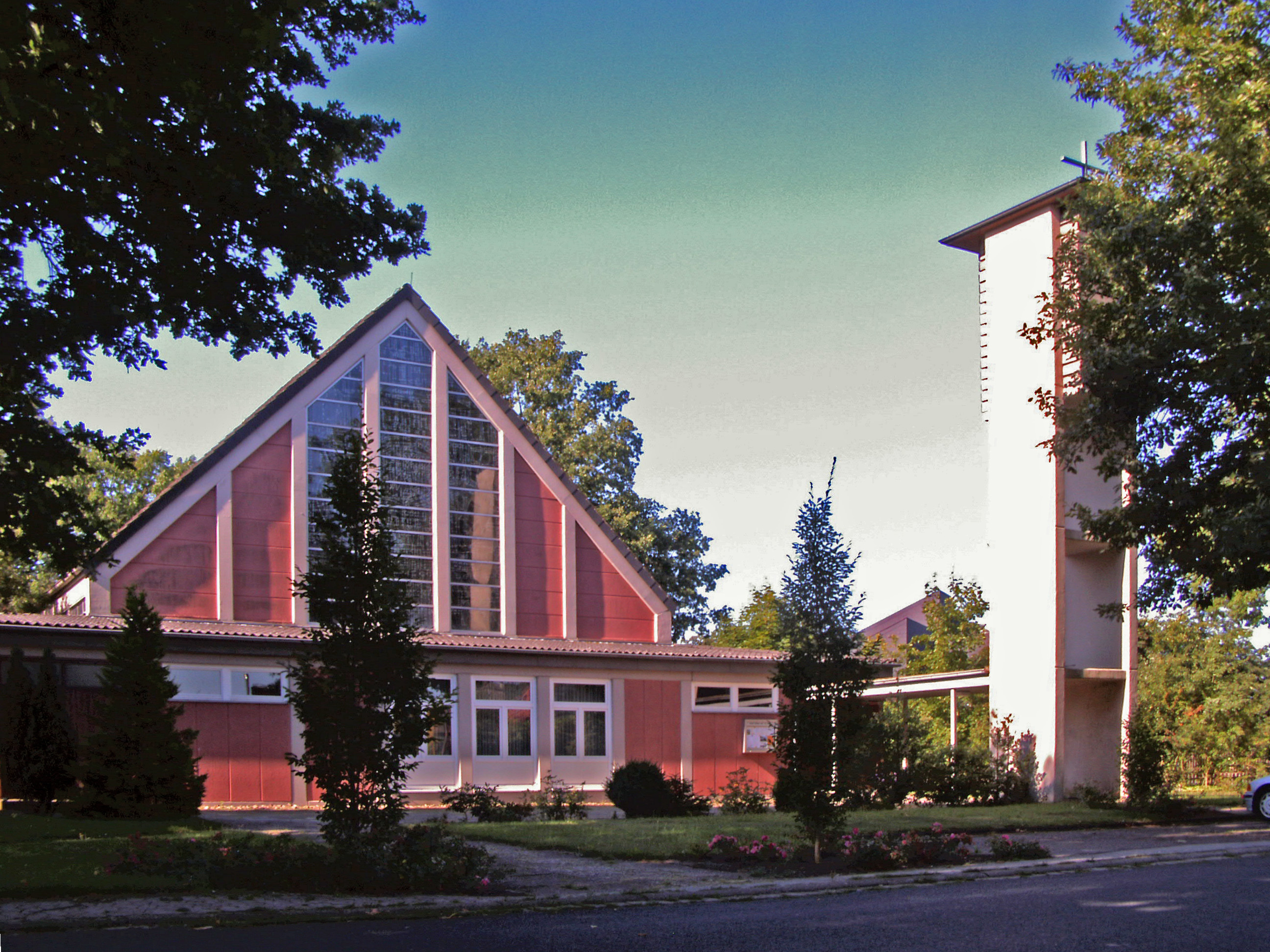
Heilig-Kreuz-Kirche
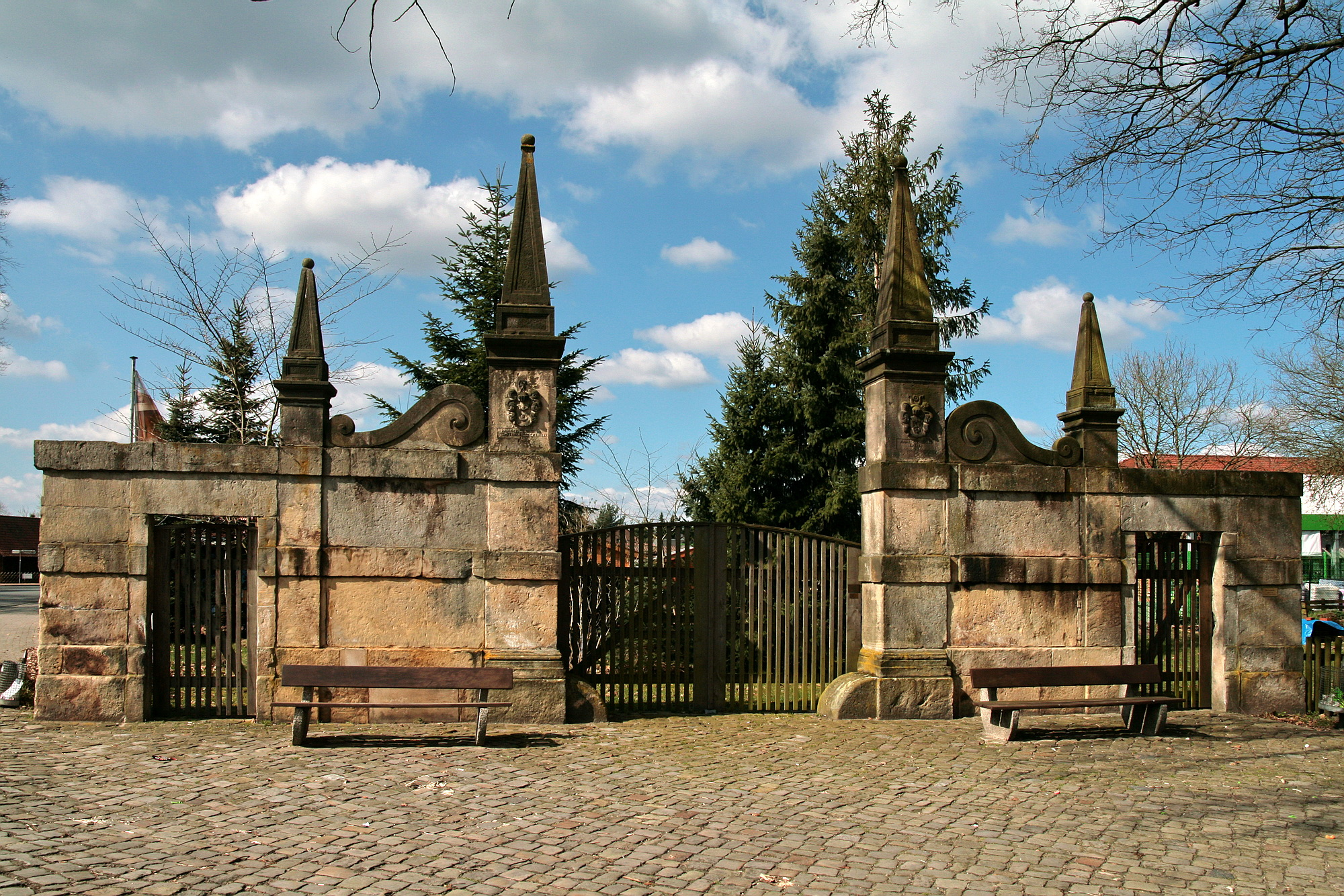
Junkerntor
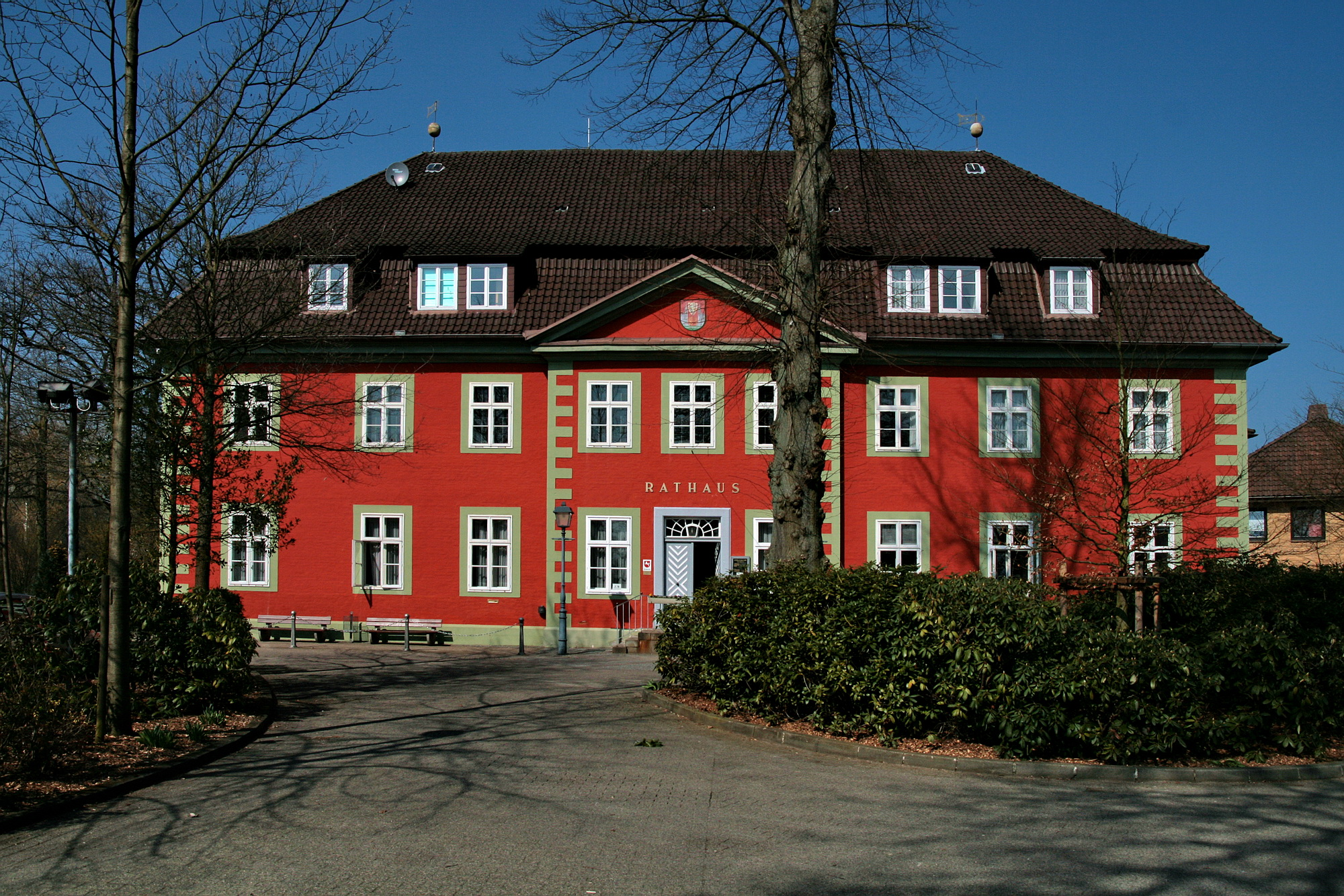
Rathaus Winsen
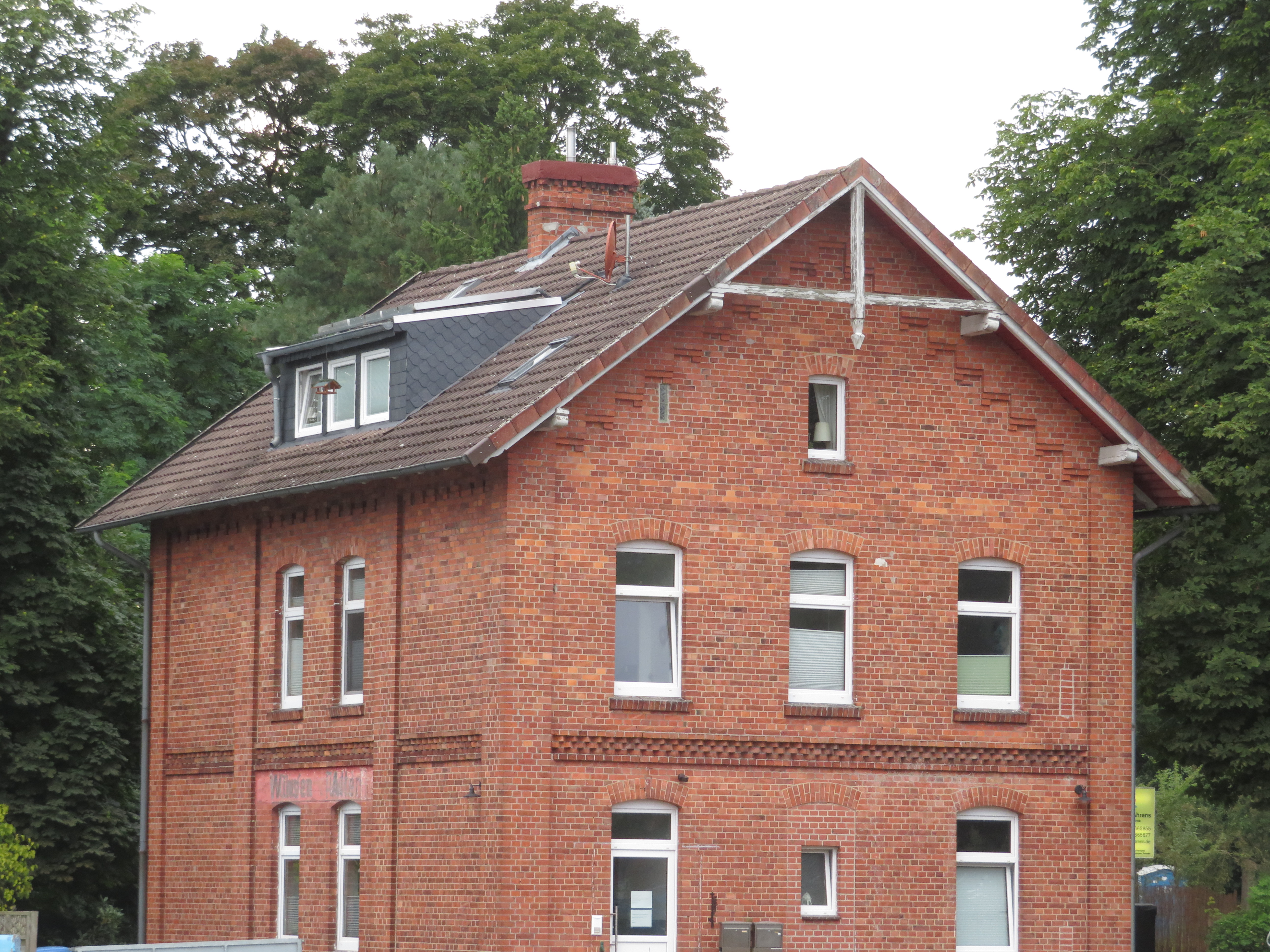
Ehemaliger Bahnhof Winsen
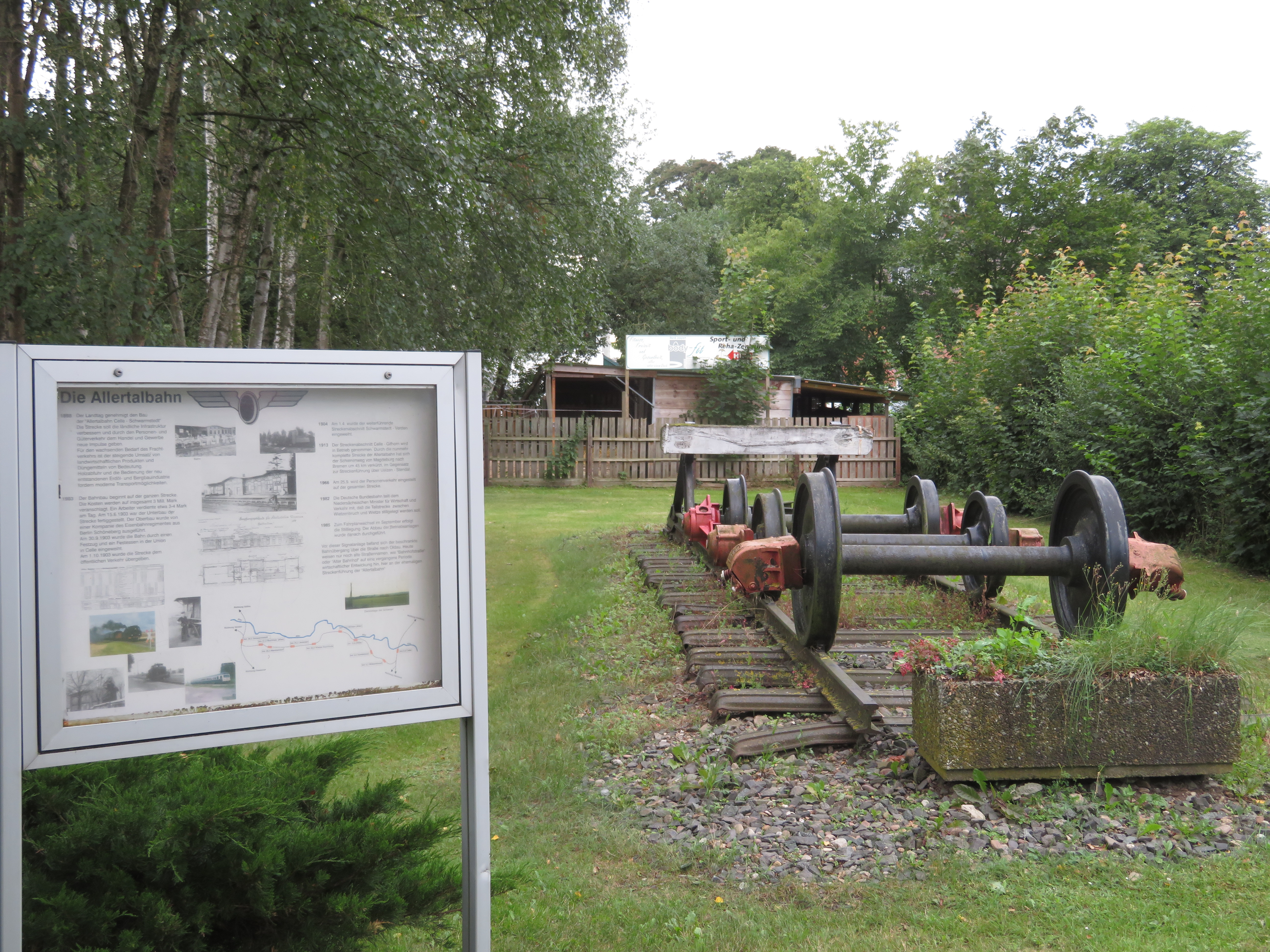
Ehemaliger Bahnübergang Oldauer Straße

## Wirtschaft und Infrastruktur
Die östlichste Ortschaft Wolthausen liegt an der Bundesstraße 3 zwischen Celle und Bergen. Die Landesstraße 180 führt nach Westen zur Anschlussstelle Raststätte Allertal, A 7 und nach Celle im Südosten. Die L 298 führt nach Norden zur B 3 in Bergen und nach Süden zur B 214 und zur L 310 (Celle – A 7 – Mellendorf).
Buslinien der CeBus erschließen die Ortschaften Winsens und verbinden Winsen mit Wietze, Hambühren, Bergen und Celle. Das in Winsen fehlende Schienenverkehrsnetz ist über die Busverbindungen zum Bahnhof Celle erreichbar.
Die Aller wird für die Sportschifffahrt und in den Sommermonaten für touristische Fahrgastschifffahrt genutzt, die Ortschaften in Winsen und Celle anfährt.

## Persönlichkeiten
- Johann Slüter (1616–1686), Hamburger Bürgermeister
- Theodor Lohmann (1831–1905), Verwaltungsjurist und Sozialreformer
- Eduard von der Brelie (1817–1891), Reichstagsabgeordneter und Gemeindevorstand von 1846 bis 1866
- Adolf zum Berge (1828–1889), Journalist und Chefredakteur
- Hermann von Rautenkranz (1883–1973), Unternehmer
- Ernst Glaser-Gerhard (1891–1973), Philologe und Pädagoge
- Maximilian Schmidt (* 1983), Landtagsabgeordneter, wuchs in Winsen (Aller) auf
- Dustin Brown (* 1984), Tennisspieler, wuchs in Winsen (Aller) auf[16]